# Henny Meijer
Henny Meijer (ur. 17 lutego 1962 w Paramaribo) – holenderski piłkarz, reprezentant kraju.

## Kariera reprezentacyjna
W reprezentacji Holandii zadebiutował w 1987.

## Statystyki
| Reprezentacja Holandii | Reprezentacja Holandii | Reprezentacja Holandii |
| Rok                    | Mecze                  | Gole                   |
| ---------------------- | ---------------------- | ---------------------- |
| 1987                   | 1                      | 0                      |
| Razem                  | 1                      | 0                      |